# Gleaner Heights
Die Gleaner Heights (in Argentinien Alturas Gleaner) sind eine Reihe von Anhöhen im östlichen Teil der Livingston-Insel im Archipel der Südlichen Shetlandinseln. Sie erstrecken sich ausgehend vom Leslie Hill in südwestlicher Richtung.
Das UK Antarctic Place-Names Committee benannte sie 1958 nach der US-amerikanischen Brigg Gleaner, die zwischen 1820 und 1821 zur Robbenjagd in den Gewässern um die Südlichen Shetlandinseln operierte.